# Rykkinn
.

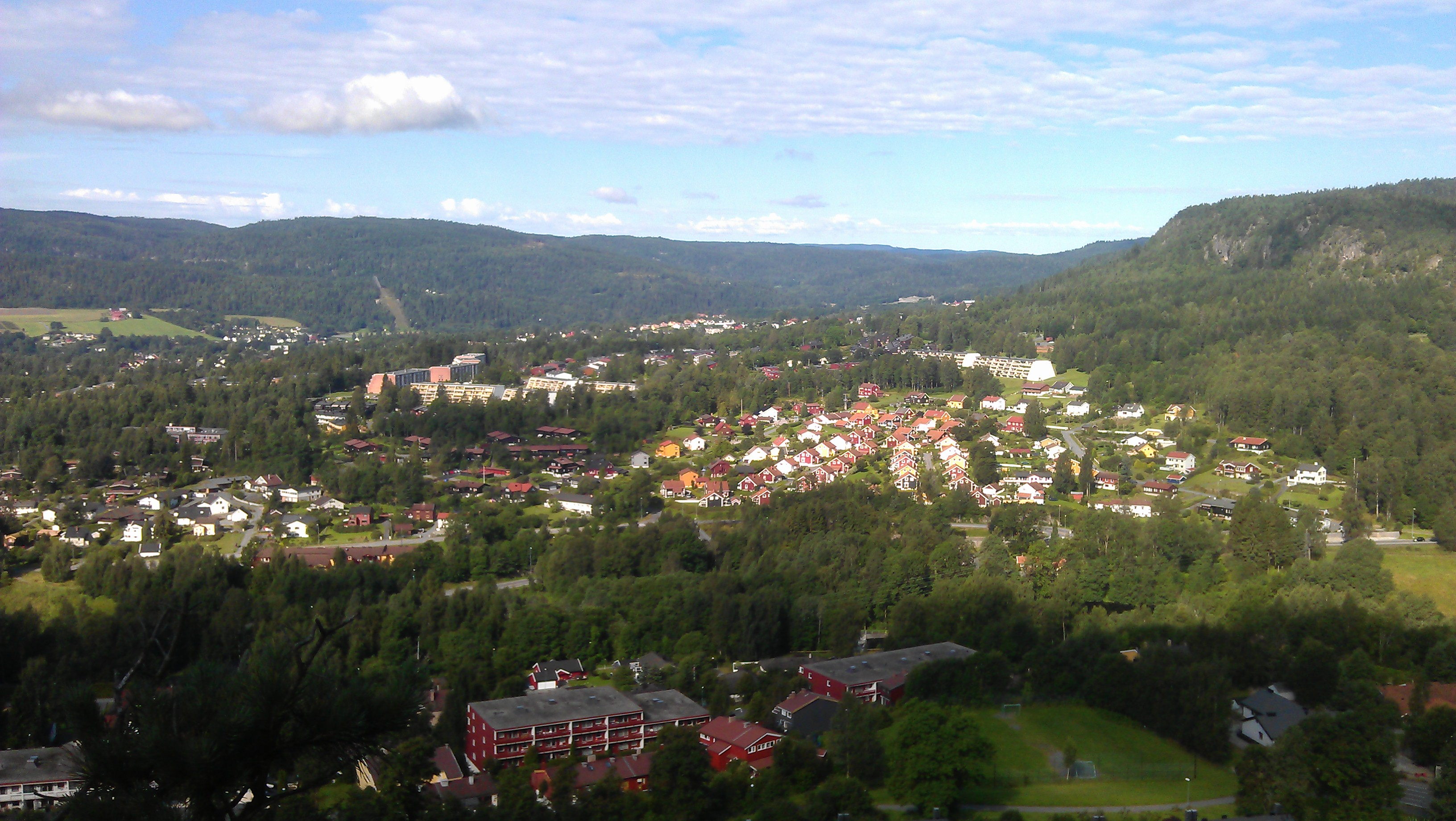
Rykkinn, med Eineåsen till höger och Skuibacken i bakgrunden

Rykkinn är ett bostadsområde i Bærums kommun väster om Oslo i Norge, med cirka 9 000 invånare. Området byggdes ut med höghus och radhusområden tidigt på 1970-talet. Rykkinn har skildrats i flera avsnitt av TV-serien Lille Lørdag på 1990-talet, samt i romanen Teori og praksis av Nikolaj Frobenius (2004).

## Utbyggnad
Då man byggde ut Rykkinn fanns det en del nya tankegångar inom bostadsbyggande. Idén var att det inte skulle finnas tungt trafikerade vägar där invånarna bodde. Området konstruerades därför med en ringväg runt hela bostadsområdet (jämför SCAFT) - med bara mindre återvändsgator in till bostäderna. Alla lägenheter fick låsbar garageplats eller en egen parkeringsplats under markytan. Stora centrala parkeringsplatser skulle ta emot besökande bilar så att själva bostadsområdet var bilfritt och trafiksäkert. Man lade också vikt på att garantera stora grönområden mellan bostäderna, så att Rykkinn framstår som grönare och luftigare än många bostadsområden som byggdes ut på 1980- och 1990-talen. Representanter från flera länder, bl.a. Japan och Australien, kom till Rykkinn för att studera detta pilotprojekt.
Samtidigt tog man i bruk en del nya byggmetoder och -material, som sänkte priset på lägenheterna kraftigt. Centraliserad el- och vattenutbyggnad bidrog till att lägenheterna på Rykkinn var bland de mest prisvärda som fram till dess hade byggts i Norge. Huvudsaklig byggherre var Selvaagbygg, medan entreprenören Ragnar Evensen byggde ut ett område med lägre flerbostadshus på södra sidan av Rykkinn (Bjørnebærstien, Bringebærstien). Detta område byggdes efter en arkitekttävling.
Trots att Rykkinn var ett ovanligt genomtänkt bostadsprojekt, uppstod det tydliga ungdomsproblem under en tid på 1980-talet. Då Rykkinn var nybyggt gjorde de låga lägenhetspriserna och den kommunala fördelningspolitiken att en stor del av dem som flyttade in var unga småbarnsfamiljer. Mot mitten av 1980-talet blev därför antalet tonåringar stort, och i vissa ungdomsmiljöer uppstod det alkoholproblem. Idag[när?] är befolkningssammansättningen mycket mer balanserad åldersmässigt. Detta reflekteras i höga bostadspriser.
Numera är det två olika postnummer i Rykkinn. 1349-delen i väst, och 1348-delen i öst.

## Näringsliv
"KI" eller "Nærsenteret på Rykkinn" är Rykkinns centrum. Byggnaden, som stod klar 1971 och senare har byggts ut i omgångar, består av en rad butiker. Namnet "KI-senteret" har sitt ursprung i att Kjøpmannsinstituttet höll till i köpcentrumet fram till 1990. Flera av Norges rikaste män, bland annat grundaren av Rimi Stein Erik Hagen, Petter Stordalen, Idar Vollvik och Odd Reitan är bland dem som är utbildade här.

## Idrott
Centralt i Rykkinn ligger baskethallen Rykkinnhallen.

## Utbildning
Rykkinn skole består av två avdelningar, avd. Gommerud och avd. Berger. Avdelningarna ligger ca 300 meter från varandra med Rykkinnhallen emellan. På avdelning Berger går elever från första till femte klass och på avdelning Gommerud går elever från sjätte till tionde klass. Skolan är en mångkulturell skola. Det finns lärare som ger tvåspråklig undervisning på ca 20 olika språk. Skolorna Berger och Gommerud slogs ihop till Rykkinn Skole i augusti 2006. Gommerud skole vann 2005 Benjaminprisen.
Belset ungdomsskole ligger vid KI-senteret. Skolan har bland annat en matsal som drivs av elever.

## Kända personer från Rykkinn
- Harald Eia, TV-underhållare i NRK
- Nikolaj Frobenius, författare
- Odd Reinsfelt, ordförande i Bærum kommun för partiet Høyre
- Mette och Philip Newth, författare och illustratörer
- Eirik Newth, författare
- Øyvind Mund, programledare i TV2
- Kaci Kullmann Five, tidigare Høyre-ledare
- Olav Traaen, sportkommentator i NRK
- Bård Torgersen, musiker